# Tagelskjorta

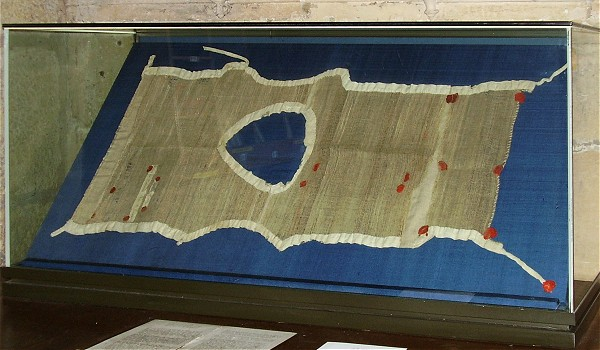
En tagelskjorta uppvisad i kyrkan St. Aspais av Melun.

Tagelskjorta, även kallad cilice, är skjorta av tyg med inslag av tagel som bars närmast kroppen för att irritera och skava, vilket resulterade i stort obehag för bäraren. Den bars främst under medeltiden.
Syftet med tagelskjortan som självplågeri var att ”kuva det upproriska köttet och på så sätt främja utvecklingen av en mer andligt inriktad läggning och livsstil”. Skjortan användes även av bland annat munkar och andra kristna som skulle göra botgöring eller bara ville ta del av Kristi lidande.
När den engelske ärkebiskopen Thomas Becket blev mördad i katedralen i Canterbury den 29 december 1170 ska han ha burit en tagelskjorta under sina biskopskläder. Det ska ha varit en av många anledningar till att påven Alexander III tre år senare helgonförklarade Becket som S:t Thomas.